# Takazumi Katayama
Takazumi Katayama (片山敬済?, Katayama Takazumi; Kōbe, 16 aprile 1951) è un pilota motociclistico giapponese ritiratosi dall'attività agonistica, vincitore di un titolo iridato nel motomondiale.

## Carriera
Nato in Giappone da una famiglia coreana, fece il suo esordio nelle competizioni nel campionato giapponese juniores 1969 su una Yamaha 125. Nel 1971 iniziò a farsi notare, vincendo il titolo juniores della 125 e nei due anni successivi il titolo della 250 e della 350.
Queste vittorie attirarono su Katayama l'attenzione della Yamaha, che lo assunse come test-rider e lo fece debuttare nel Motomondiale 1974. Il suo debutto al GP d'Olanda della 250 fece scalpore, poiché riuscì a ottenere il terzo posto in prova su un circuito a lui ignoto (in gara si ritirerà per rottura del freno posteriore mentre era secondo). La settimana successiva, al GP del Belgio, ottenne un terzo posto, mentre in Svezia ottenne la sua prima vittoria. Katayama si fece notare, oltre che per le sue prestazioni, per la sua irruenza: emblematico il GP di Spagna '74, dove, avviato alla vittoria della 250, investì e uccise un pompiere entrato in pista per soccorrere Bernard Fau e Patrick Pons. A fine anno l'alfiere della Yamaha fu quarto nella classifica finale.
Nel 1975 Katayama tentò di correre negli USA, con scarsa fortuna. L'anno successivo, dopo essere stato "scaricato" dalla Yamaha, fu contattato da Chas Mortimer per correre con delle Yamaha private sponsorizzate dall'azienda di accendini Sarome. In quell'anno fu secondo in 250 (con una vittoria, in Svezia), 7º in 350 e 26º in 500, non facendosi scrupoli di correre al Tourist Trophy, usualmente boicottato dai piloti non anglosassoni (fu secondo al Lightweight, nono allo Junior e quarto al Senior).
Per la stagione 1977 Katayama ottenne l'appoggio della Yamaha-Europa, la quale gli mise a disposizione una 350 tre cilindri sviluppata da Kent Andersson e Rudi Kurth. Con la tre cilindri Katayama vinse il titolo della 350 (in alcuni GP corse però con la TZ bicilindrica), mentre in 250 fu quarto, gara vinta da Mario Lega e dalla sua Morbidelli poi seguita da Franco Uncini e Walter Villa su Aermacchi Harley-Davidson vincendo il GP di Spagna. Il 1978 vide Katayama secondo in 350, dietro alla Kawasaki KR del dominatore della categoria Kork Ballington, e quinto in 500.
Nel 1979 Katayama venne ingaggiato dalla Honda, decisa a rientrare nei GP con la sua NR500 a pistoni ovali. Le soluzioni inusuali della rivoluzionaria moto giapponese non consentirono a Katayama di andare a punti nel '79, spingendolo a correre la stagione 1980 con una Suzuki RG privata.
Katayama si rivide nelle classifiche iridate solo nel 1982, quando, sempre da pilota ufficiale Honda, vinse il GP di Svezia della 500 (seconda vittoria per la NS500 tre cilindri due tempi dopo quella di Freddie Spencer in Belgio) e arrivò settimo nel Mondiale, piazzamento migliorato l'anno seguente (5º), nel quale però si infortunò alla schiena. L'ultimo anno di corse per Katayama fu il 1985.
Dopo il ritiro, Katayama gestì un team in 250 con Baldé e Ferrari, prima di chiudere definitivamente con le competizioni e di iniziare diverse attività nel campo della pubblicità e del commercio.

## Risultati nel motomondiale

### Classe 250
| 1974 | Classe | Moto   |    |  |    |  |  |     |   |   |   |   |     |     |  | Punti | Pos. |
| ---- | ------ | ------ | -- |  | -- |  |  | --- | - | - | - | - | --- | --- |  | ----- | ---- |
| 1974 | 250    | Yamaha | NE |  | NE |  |  | Rit | 3 | 1 | 5 | 2 | Rit | Rit |  | 43    | 4º   |

| 1976 | Classe | Moto   |  |    |   |     |   |   |   |   |   |   |   |  |  | Punti | Pos. |
| ---- | ------ | ------ |  | -- | - | --- | - | - | - | - | - | - | - |  |  | ----- | ---- |
| 1976 | 250    | Yamaha |  | NE | 2 | Rit | 2 | 2 | 3 | 1 | 2 | 3 | 7 |  |  | 73    | 2º   |

| 1977 | Classe | Moto   |  |    |     |   |   |   |   |   |   |   |     |     |     | Punti | Pos. |
| ---- | ------ | ------ |  | -- | --- | - | - | - | - | - | - | - | --- | --- | --- | ----- | ---- |
| 1977 | 250    | Yamaha |  | NE | Rit | 8 | 1 | 8 | 2 | 6 | 2 | 4 | Rit | Rit | Rit | 58    | 4º   |

| Legenda | 1º posto        | 2º posto            | 3º posto            | A punti      | Senza punti        | Grassetto – Pole position Corsivo – Giro più veloce |
| Legenda | Gara non valida | Non qual./Non part. | Ritirato/Non class. | Squalificato | '-' Dato non disp. | Grassetto – Pole position Corsivo – Giro più veloce |

### Classe 350
| 1976 | Classe | Moto   |   |     |    |   |   |     |    |    |    |    |   |  |  | Punti | Pos. |
| ---- | ------ | ------ | - | --- | -- | - | - | --- | -- | -- | -- | -- | - |  |  | ----- | ---- |
| 1976 | 350    | Yamaha | 4 | Rit | 10 | 3 | 9 | Rit | NE | NE | NP | 11 | 4 |  |  | 28    | 7º   |

| 1977 | Classe | Moto   |  |    |   |   |   |   |   |     |    |   |   |     |     | Punti | Pos. |
| ---- | ------ | ------ |  | -- | - | - | - | - | - | --- | -- | - | - | --- | --- | ----- | ---- |
| 1977 | 350    | Yamaha |  | AN | 1 | 3 | 3 | 1 | 1 | Rit | NE | 1 | 1 | Rit | Rit | 95    | 1º   |

| 1978 | Classe | Moto   |   |    |   |     |   |     |    |   |   |     |   |   |  | Punti | Pos. |
| ---- | ------ | ------ | - | -- | - | --- | - | --- | -- | - | - | --- | - | - |  | ----- | ---- |
| 1978 | 350    | Yamaha | 1 | NE | 3 | Rit | 3 | Rit | NE | 3 | 2 | Rit | 1 | 6 |  | 77    | 2º   |

| 1979 | Classe | Moto   |   |     |   |   |   |   |   |    |    |   |   |   |   | Punti | Pos. |
| ---- | ------ | ------ | - | --- | - | - | - | - | - | -- | -- | - | - | - | - | ----- | ---- |
| 1979 | 350    | Yamaha | - | Rit | - | - | - | - | - | NE | NE | - | - | - | - | 0     |      |

| Legenda | 1º posto        | 2º posto            | 3º posto            | A punti      | Senza punti        | Grassetto – Pole position Corsivo – Giro più veloce |
| Legenda | Gara non valida | Non qual./Non part. | Ritirato/Non class. | Squalificato | '-' Dato non disp. | Grassetto – Pole position Corsivo – Giro più veloce |

### Classe 500
| 1976 | Classe | Moto   |  |     |  |    |   |  |     |  |     |  |  |    |  |  | Punti | Pos. |
| ---- | ------ | ------ |  | --- |  | -- | - |  | --- |  | --- |  |  | -- |  |  | ----- | ---- |
| 1976 | 500    | Yamaha |  | Rit |  | NE | 4 |  | Rit |  | Rit |  |  | NE |  |  | 8     | 26º  |

| 1977 | Classe | Moto   |  |    |  |  |    |  |    |  |     |  |  |  |  |  | Punti | Pos. |
| ---- | ------ | ------ |  | -- |  |  | -- |  | -- |  | --- |  |  |  |  |  | ----- | ---- |
| 1977 | 500    | Yamaha |  | NP |  |  | NE |  | NE |  | Rit |  |  |  |  |  | 0     |      |

| 1978 | Classe | Moto   |     |   |     |     |     |   |   |   |   |   |   |    |    |  | Punti | Pos. |
| ---- | ------ | ------ | --- | - | --- | --- | --- | - | - | - | - | - | - | -- | -- |  | ----- | ---- |
| 1978 | 500    | Yamaha | Rit | 3 | Rit | Rit | Rit | 4 | 6 | 3 | 2 | 9 | 5 | NE | NE |  | 53    | 5º   |

| 1979 | Classe | Moto  |  |  |  |  |  |  |  |  |  |  |     |    |    |  | Punti | Pos. |
| ---- | ------ | ----- |  |  |  |  |  |  |  |  |  |  | --- | -- | -- |  | ----- | ---- |
| 1979 | 500    | Honda |  |  |  |  |  |  |  |  |  |  | Rit | NE | NQ |  | 0     |      |

| 1980 | Classe | Moto   |   |   |   |    |   |   |   |   |    |   |  |  |  |  | Punti | Pos. |
| ---- | ------ | ------ | - | - | - | -- | - | - | - | - | -- | - |  |  |  |  | ----- | ---- |
| 1980 | 500    | Suzuki | 6 | 4 | 6 | NE | - | - | - | - | NE | - |  |  |  |  | 18    | 10º  |

| 1981 | Classe | Moto  |    |    |     |     |     |    |  |     |  |  |  |  |  |    | Punti | Pos. |
| ---- | ------ | ----- | -- | -- | --- | --- | --- | -- |  | --- |  |  |  |  |  | -- | ----- | ---- |
| 1981 | 500    | Honda | NE | 13 | Rit | Rit | Rit | NE |  | Rit |  |  |  |  |  | NE | 0     |      |

| 1982 | Classe | Moto  |   |   |        |   |   |   |     |   |     |   |    |    |     |   | Punti | Pos. |
| ---- | ------ | ----- | - | - | ------ | - | - | - | --- | - | --- | - | -- | -- | --- | - | ----- | ---- |
| 1982 | 500    | Honda | 6 | 9 | [ 12 ] | 6 | 7 | 8 | Rit | 5 | Rit | 1 | NE | NE | Rit | 4 | 48    | 7º   |

| 1983 | Classe | Moto  |     |    |   |   |   |   |   |   |   |   |   |    |  |  | Punti | Pos. |
| ---- | ------ | ----- | --- | -- | - | - | - | - | - | - | - | - | - | -- |  |  | ----- | ---- |
| 1983 | 500    | Honda | Rit | NP | 5 | 2 | 3 | 4 | 5 | 2 | 4 | 6 | 3 | NP |  |  | 77    | 5º   |

| 1984 | Classe | Moto  |   |   |   |   |   |   |   |   |   |   |   |   |  |  | Punti | Pos. |
| ---- | ------ | ----- | - | - | - | - | - | - | - | - | - | - | - | - |  |  | ----- | ---- |
| 1984 | 500    | Honda | - | - | - | - | - | - | - | 8 | - | 8 | 4 | - |  |  | 14    | 13º  |

| 1985 | Classe | Moto  |  |   |   |   |   |   |   |   |  |  |  |  |  |  | Punti | Pos. |
| ---- | ------ | ----- |  | - | - | - | - | - | - | - |  |  |  |  |  |  | ----- | ---- |
| 1985 | 500    | Honda |  | - | - | - | - | - | - | 8 |  |  |  |  |  |  | 3     | 17º  |

| Legenda | 1º posto        | 2º posto            | 3º posto            | A punti      | Senza punti        | Grassetto – Pole position Corsivo – Giro più veloce |
| Legenda | Gara non valida | Non qual./Non part. | Ritirato/Non class. | Squalificato | '-' Dato non disp. | Grassetto – Pole position Corsivo – Giro più veloce |